# توبيروكسوستات
توبيروكسوستات هو دواء يستخدم في علاج النقرس وفرط حمض يوريك الدم. حصل على موافقة وكالة الأدوية والأجهزة الطبية لاستخدامه في اليابان في حزيران 2013.
يعد توبيروكسوستات أحد مثبطات أكسيداز الزانتين التي تخفض مستوى اليورات في الدم.